# Cub unitate

Cub unitate

Un cub unitate, mai formal un cub cu latura 1, este un cub ale cărui laturi au lungimea de 1 unitate. Volumul unui cub unitate tridimensional este de 1 unitate cubică, iar aria sa totală este de 6 unități pătrate.

## Hipercub unitate
Termenul de cub unitate sau hipercub unitate este de asemenea folosit pentru hipercuburi sau „cuburi” în spații n-dimensionale, pentru valorile lui n altele decât 3, cu lungimea laturii 1.
Uneori termenul de cub unitate se referă expres la mulțimea [0, 1]n tuturor n-tuplurilor numerelor din intervalul [0, 1].
Lungimea celei mai lungi diagonale a unui hipercub unitate n-dimensional este {\displaystyle {\sqrt {n}}}, rădăcina pătrată a lui n, și totodată lungimea (euclidiană) a vectorului (1, 1, 1, ..., 1, 1) din spațiul n-dimensional.